# Profile (альбом Валерия Пономарёва)
Profile — третий студийный альбом советско-американского джазового трубача Валерия Пономарёва, записанный в мае 1988 года на студии Van Gelder Recording, Энглвуд-Клифс, Нью-Джерси совместно с басистом Эссиетом Эссиетом, саксофонистом Джо Хендерсоном, ударником Виктором Джонсом и пианистом Кенни Бэрроном и при участии продюсера Марка Фельдмана. В альбом вошли как оригинальное клмпозиции Пономарёва, так и джазовые стандарты. Релиз пластинки состоялся позже в том же году лейбле Reservoir Records.

## Отзывы критиков
| Оценки критиков                   | Оценки критиков |
| Источник                          | Оценка          |
| --------------------------------- | --------------- |
| AllMusic                          | [ 1 ]           |
| The Encyclopedia of Popular Music | [ 2 ]           |

Юджин Чадбрун из AllMusic написал, что это свидание мечты русского трубача в стиле хард-боп Валерия Пономарёва, которое должно не дать уснуть поклонникам данного джазового направления.

## Список композиций
1. «I Was Afraid You’d Never Call Me» (Валерий Пономарёв) — 6:51
2. «I Concentrate on You» (Коул Портер) — 14:04
3. «Time» (Рег Пауэлл) — 9:45
4. «High Voltage at Rudy’s» (Валерий Пономарёв) — 9:26
5. «Appointment in the North Country» (Валерий Пономарёв) — 11:27
6. «My Shining Hour» (Гарольд Арлен, Джонни Мерсер) — 6:28

## Участники записи
- Бас-гитара — Эссиет Эссиет
- Звукорежиссёр — Руди Ван Гелдер
- Звукорежиссёр (ассистент) — Морин Сиклер
- Исполнительный продюсер — Кайла Фельдман
- Продюсер — Марк Фельдман
- Тенор-саксофон — Джо Хендерсон
- Труба — Валерий Пономарёв
- Ударные — Виктор Джонс
- Фортепиано — Кенни Бэррон

Все данные взяты из примечаний к альбому